# Dean Lewis (universitaire français)
Pour les articles homonymes, voir Dean Lewis et Lewis.
Dean Lewis est un universitaire français et président de l'université de Bordeaux, né en 1965 à Nîmes. Il est professeur des universités en électronique et ancien agrégé de physique appliquée,.

## Carrière
Il a été président de l'université Bordeaux-I de 2012 à la fusion, le 1er janvier 2014, avec les universités de Bordeaux-II et Bordeaux-IV. Il devient vice-président du conseil d'administration puis vice-président chargé des ressources humaines et du conseil académique de cette nouvelle université.
En 2019, il est nommé par le ministre de l'Éducation nationale et de la Jeunesse administrateur provisoire de l'INSPE de l'académie de Bordeaux.
Il est élu président de l'université de Bordeaux le 24 janvier 2022 par le conseil d'administration, avec 29 voix sur 35, après en avoir été le vice-président des ressources humaines lors du mandat précédent. Il succède ainsi à Manuel Tunon de Lara.
Le 15 décembre 2022 il est élu vice-président de France Universités.

## Distinctions
- Chevalier de la Légion d'honneur[1]
- Officier de l'ordre des Palmes académiques[1]